# موش خرمن باریک
موش خرمن باریک (نام علمی: Reithrodontomys gracilis) نام گونه‌ای از سرده موش‌های خرمن بر جدید است.